# Porte de Saint-Cloud (stanice metra v Paříži)
Porte de Saint-Cloud je nepřestupní stanice pařížského metra na lince 9 v 16. obvodu v Paříži pod náměstím Place de la Porte de Saint-Cloud.

## Historie
Stanice byla otevřena 29. září 1923 při prodloužení linky ze sousední stanice Exelmans a až do roku 1934 byla konečnou stanicí.
Na této stanici se počítalo s napojením do stanice Porte Molitor a přes ní propojením s linkou 10. Tato větev měla sloužit především při dopravě na nedaleký stadion Parc des Princes. Projekt byl sice stavebně realizován, ale stanice Porte Molitor nakonec nebyla nikdy pro veřejnost otevřena a spojení nebylo uvedeno do provozu. Ve stanici jsou proto dnes na nástupišti celkem čtyři koleje a byla zde dokonce i pátá, což je jediný případ v pařížském metru. Dnes je tato dispozice užitečná během provozu při utkáních v Parc des Princes.

## Název
Stanice byla pojmenována podle náměstí, na kterém stávala jedna z pařížských městských bran - Porte de Saint-Cloud, která nese jméno svatého Chlodoalda (522–560).